# 艾格丰德
艾格丰德（法語：Aiguefonde，法語發音：[ɛɡfɔ̃d]）是法国奧克西塔尼大區塔恩省的一个市镇，属于卡斯特尔区。

## 地理
艾格丰德（43°29'38"N, 2°19'0"E）面积19.13 平方千米，位于法国奧克西塔尼大區塔恩省，该省份为法国南部内陆省份，北起顺时针与阿韦龙省、埃罗省、奥德省、上加龙省和塔恩-加龙省接壤。
与艾格丰德接壤的市镇（或旧市镇、城区）包括：欧西永、科卡利耶尔、拉布吕吉耶尔、马扎梅、派兰-欧格蒙泰勒。

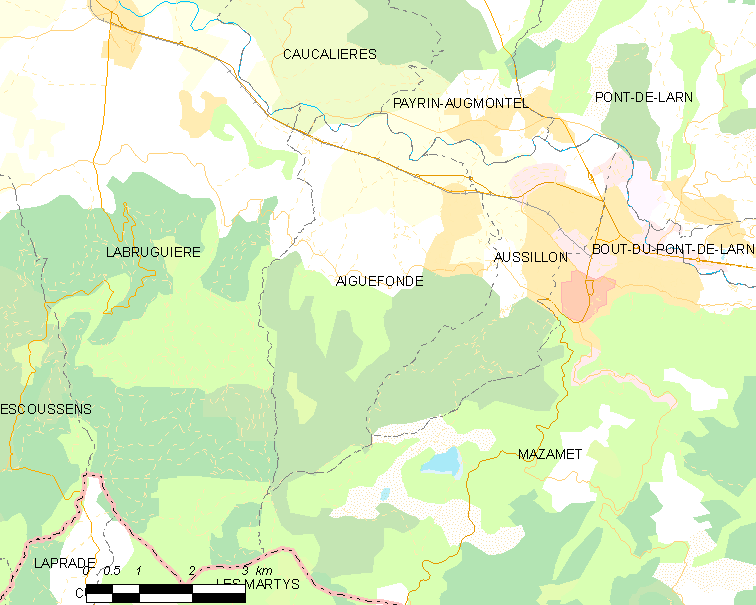
艾格丰德的OSM定位图

艾格丰德的时区为UTC+01:00、UTC+02:00（夏令时）。

## 行政
艾格丰德的邮政编码为81200，INSEE市镇编码为81002。

## 政治
艾格丰德所属的省级选区为马扎梅第一县。

## 人口

1962-2008年间艾格丰德人口变化图示

艾格丰德于2022年1月1日时的人口数量为2507人。